# Eishockey-Weltmeisterschaft der U18-Junioren 2005
Die 7. Eishockey-Weltmeisterschaften der U18-Junioren der Internationalen Eishockey-Föderation IIHF waren die Eishockey-Weltmeisterschaften des Jahres 2005 in der Altersklasse der Unter-Achtzehnjährigen (U18). Insgesamt nahmen zwischen dem 7. März und 24. April 2005 40 Nationalmannschaften an den sechs Turnieren der Top-Division sowie der Divisionen I bis III teil. Darüber hinaus wurde zwischen dem 18. und 20. Februar 2005 eine Qualifikation zur Division III mit drei Teilnehmern um den letzten freien Platz im Turnier ausgespielt.
Der Weltmeister wurde zum zweiten Mal die Mannschaft der Vereinigten Staaten, die im Finale den Erzrivalen Kanada mit 5:1 bezwingen konnte. Die deutsche Mannschaft konnte mit dem achten Rang in der Top-Division den Abstieg in die Division I verhindern, die Schweiz belegte den neunten Platz in der Top-Division und stieg somit in die Division I ab. Österreich wurde Fünfter und damit Vorletzter in der Gruppe A der Division I und konnte somit das Abrutschen in die Division II abwenden.

## Teilnehmer, Austragungsorte und -zeiträume
- Top-Division: 14. bis 24. April 2005 in Plzeň und České Budějovice, Tschechien
Teilnehmer:  Dänemark,  Deutschland (Aufsteiger),  Finnland,  Kanada,  Russland (Titelverteidiger),  Schweden,  Schweiz (Aufsteiger),  Slowakei,  Tschechien,  USA

- Division I
  - Gruppe A: 3. bis 9. April 2005 in Maribor, Slowenien
Teilnehmer:  Belarus (Absteiger),  Frankreich,  Großbritannien (Aufsteiger),  Kasachstan,  Österreich,  Slowenien
  - Gruppe B: 2. bis 8. April 2005 in Sosnowiec, Polen
Teilnehmer:  Italien,  Japan,  Lettland,  Norwegen (Absteiger),  Polen,  Ukraine (Aufsteiger)

- Division II
  - Gruppe A: 14. bis 20. März 2005 in Kohtla-Järve, Estland
Teilnehmer:  Estland,  Niederlande,  Serbien und Montenegro,  Spanien,  Südafrika (Aufsteiger),  Südkorea (Absteiger)
  - Gruppe B: 21. bis 27. März 2005 in Bukarest, Rumänien
Teilnehmer:  Island,  Kroatien,  Litauen,  Mexiko (Aufsteiger),  Rumänien (Absteiger),  Ungarn

- Division III: 7. bis 13. März 2005 in Sofia, Bulgarien
Teilnehmer:  Australien (Absteiger),  Belgien (Absteiger),  Bulgarien,  Israel,  Neuseeland,  Türkei (Qualifikant)

- Qualifikation zur Division III: 18. bis 20. Februar 2005 in Ankara, Türkei
Teilnehmer:  Armenien (Neuling),  Bosnien und Herzegowina (Absteiger),  Türkei (Absteiger)

## Top-Division
Die U18-Weltmeisterschaft wurde vom 14. bis zum 24. April 2005 in den tschechischen Städten Plzeň und České Budějovice ausgetragen. Gespielt wurde in der Plzeň Arena (8.420 Plätze) in Plzeň sowie der Budvar Aréna in České Budějovice mit 6.421 Plätzen.
Am Turnier nahmen zehn Nationalmannschaften teil, die in zwei Gruppen zu je fünf Teams spielten. Den Weltmeistertitel sicherten sich die Vereinigten Staaten, die im Finale deutlich mit 5:1 gegen Kanada gewannen. Es war der zweite Titel für die US-Amerikaner.
| Gruppe A    | Gruppe B   |
| ----------- | ---------- |
| Russland    | USA        |
| Kanada      | Tschechien |
| Schweden    | Slowakei   |
| Dänemark    | Finnland   |
| Deutschland | Schweiz    |

### Modus
Nach den Gruppenspielen der Vorrunde qualifizieren sich die beiden Gruppenersten direkt für das Halbfinale. Die Gruppenzweiten und -dritten bestreiten je ein Qualifikationsspiel zur Halbfinalteilnahme. Die Vierten und Fünften der Gruppenspiele bestreiten – bei Mitnahme des Ergebnisses der direkten Begegnung aus der Vorrunde – die Abstiegsrunde und ermitteln dabei zwei Absteiger in die Division I.

### Austragungsorte
| Plzeň |

| České Budějovice |

| Plzeň |

| České Budějovice |

### Vorrunde

#### Gruppe A
| 14. April 2005 15:00 Uhr | Deutschland | 1:2 (1:1, 0:1, 0:0)  | Kanada      | Budvar Aréna, České Budějovice Zuschauer: 1.591 |
| 14. April 2005 19:00 Uhr | Schweden    | 1:2 (0:1, 1:1, 0:0)  | Russland    | Budvar Aréna, České Budějovice Zuschauer: 2.037 |
| 15. April 2005 19:00 Uhr | Dänemark    | 1:3 (0:0, 1:2, 0:1)  | Deutschland | Budvar Aréna, České Budějovice Zuschauer: 1.077 |
| 16. April 2005 15:00 Uhr | Kanada      | 1:2 (0:1, 1:1, 0:0)  | Schweden    | Budvar Aréna, České Budějovice Zuschauer: 2.103 |
| 16. April 2005 19:00 Uhr | Russland    | 2:1 (0:0, 1:1, 1:0)  | Dänemark    | Budvar Aréna, České Budějovice Zuschauer: 1.253 |
| 17. April 2005 19:00 Uhr | Deutschland | 4:12 (0:7, 0:3, 4:2) | Russland    | Budvar Aréna, České Budějovice Zuschauer: 1.554 |
| 18. April 2005 15:00 Uhr | Kanada      | 15:1 (2:0, 5:0, 8:1) | Dänemark    | Budvar Aréna, České Budějovice Zuschauer: k. A. |
| 18. April 2005 19:00 Uhr | Schweden    | 3:2 (0:0, 3:1, 0:1)  | Deutschland | Budvar Aréna, České Budějovice Zuschauer: 1.557 |
| 19. April 2005 15:00 Uhr | Russland    | 3:6 (1:2, 1:2, 1:2)  | Kanada      | Budvar Aréna, České Budějovice Zuschauer: 2.643 |
| 19. April 2005 19:00 Uhr | Dänemark    | 1:3 (0:1, 1:0, 0:2)  | Schweden    | Budvar Aréna, České Budějovice Zuschauer: 975   |

| Pl. |             | Sp | S | U | N | Tore  | Punkte |
| 1.  | Kanada      | 4  | 3 | 0 | 1 | 24:07 | 6      |
| 2.  | Schweden    | 4  | 3 | 0 | 1 | 09:06 | 6      |
| 3.  | Russland    | 4  | 3 | 0 | 1 | 19:12 | 6      |
| 4.  | Deutschland | 4  | 1 | 0 | 3 | 10:18 | 2      |
| 5.  | Dänemark    | 4  | 0 | 0 | 4 | 04:23 | 0      |

Abkürzungen: Pl. = Platz, Sp = Spiele, S = Siege, U = Unentschieden, N = Niederlagen

Erläuterungen: Halbfinalqualifikant, Viertelfinalqualifikant, Abstiegsrundenqualifikant

#### Gruppe B
| 14. April 2005 15:00 Uhr | Slowakei   | 1:3 (0:1, 1:2, 0:0) | USA        | Plzeň Arena, Plzeň Zuschauer: 450   |
| 14. April 2005 19:00 Uhr | Schweiz    | 1:4 (0:0, 1:3, 0:1) | Tschechien | Plzeň Arena, Plzeň Zuschauer: 2.760 |
| 15. April 2005 19:00 Uhr | Finnland   | 3:1 (1:0, 2:1, 0:0) | Schweiz    | Plzeň Arena, Plzeň Zuschauer: 769   |
| 16. April 2005 15:00 Uhr | Tschechien | 3:0 (0:0, 2:0, 1:0) | Slowakei   | Plzeň Arena, Plzeň Zuschauer: 4.094 |
| 16. April 2005 19:00 Uhr | USA        | 3:0 (1:0, 1:0, 1:0) | Finnland   | Plzeň Arena, Plzeň Zuschauer: k. A. |
| 17. April 2005 19:00 Uhr | Schweiz    | 1:7 (1:1, 0:3, 0:3) | USA        | Plzeň Arena, Plzeň Zuschauer: k. A. |
| 18. April 2005 15:00 Uhr | Slowakei   | 2:1 (1:1, 0:0, 1:0) | Schweiz    | Plzeň Arena, Plzeň Zuschauer: 932   |
| 18. April 2005 19:00 Uhr | Tschechien | 6:1 (0:1, 5:0, 1:0) | Finnland   | Plzeň Arena, Plzeň Zuschauer: 5.283 |
| 19. April 2005 15:00 Uhr | Finnland   | 2:3 (0:0, 1:2, 1:1) | Slowakei   | Plzeň Arena, Plzeň Zuschauer: k. A. |
| 19. April 2005 19:00 Uhr | USA        | 4:3 (0:1, 3:2, 1:0) | Tschechien | Plzeň Arena, Plzeň Zuschauer: 7.263 |

| Pl. |            | Sp | S | U | N | Tore  | Punkte |
| 1.  | USA        | 4  | 4 | 0 | 0 | 17:05 | 8      |
| 2.  | Tschechien | 4  | 3 | 0 | 1 | 16:06 | 6      |
| 3.  | Slowakei   | 4  | 2 | 0 | 2 | 06:09 | 4      |
| 4.  | Finnland   | 4  | 1 | 0 | 3 | 06:13 | 2      |
| 5.  | Schweiz    | 4  | 0 | 0 | 4 | 04:16 | 0      |

Abkürzungen: Pl. = Platz, Sp = Spiele, S = Siege, U = Unentschieden, N = Niederlagen

Erläuterungen: Halbfinalqualifikant, Viertelfinalqualifikant, Abstiegsrundenqualifikant

### Abstiegsrunde
| 21. April 2005 15:00 Uhr | Deutschland | 2:0 (1:0, 0:0, 1:0) | Schweiz  | Budvar Aréna, České Budějovice Zuschauer: 530   |
| 21. April 2005 19:00 Uhr | Finnland    | 3:2 (1:1, 2:0, 0:1) | Dänemark | Budvar Aréna, České Budějovice Zuschauer: 1.473 |
| 22. April 2005 15:00 Uhr | Deutschland | 2:4 (0:2, 2:1, 0:1) | Finnland | Budvar Aréna, České Budějovice Zuschauer: 1.306 |
| 22. April 2005 19:00 Uhr | Dänemark    | 2:4 (1:2, 1:0, 0:2) | Schweiz  | Budvar Aréna, České Budějovice Zuschauer: 1.421 |

| Pl. |             | Sp | S | U | N | Tore  | Punkte |
| 1.  | Finnland    | 3  | 3 | 0 | 0 | 10:05 | 6      |
| 2.  | Deutschland | 3  | 2 | 0 | 1 | 07:05 | 4      |
| 3.  | Schweiz     | 3  | 1 | 0 | 2 | 05:07 | 2      |
| 4.  | Dänemark    | 3  | 0 | 0 | 3 | 05:10 | 0      |

Anmerkung: Die Vorrundenspiele  Dänemark –  Deutschland (1:3) und  Finnland –  Schweiz (3:1) sind in die Tabelle eingerechnet.

Abkürzungen: Pl. = Platz, Sp = Spiele, S = Siege, U = Unentschieden, N = Niederlagen

Erläuterungen: Absteiger in die Division I

### Finalrunde
|  | Viertelfinale    | Viertelfinale | Viertelfinale |    |            | Halbfinale | Halbfinale | Halbfinale |    |          | Finale           | Finale           | Finale           |
|  |                  |               |               |    |            |            |            |            |    |          |                  |                  |                  |
|  |                  |               |               |    |            | B1         | USA        | 6          |    |          |                  |                  |                  |
|  | A2               | Schweden      | 5             |    |            | A2         | Schweden   | 2          |    |          |                  |                  |                  |
|  | B3               | Slowakei      | 3             |    |            |            |            |            |    | B1       | USA              | 5                |                  |
|  |                  |               |               |    | A1         | Kanada     | 1          |            |    |          |                  |                  |                  |
|  |                  |               |               | A1 | Kanada     | 3          |            |            |    |          |                  |                  |                  |
|  | B2               | Tschechien    | 5             |    |            | B2         | Tschechien | 2          |    |          | Spiel um Platz 3 | Spiel um Platz 3 | Spiel um Platz 3 |
|  | A3               | Russland      | 1             |    |            |            |            |            | A2 | Schweden | 4                |                  |                  |
|  |                  |               |               | B2 | Tschechien | 2          |            |            |    |          |                  |                  |                  |
|  |                  |               |               |    |            |            |            |            |    |          |                  |                  |                  |
|  | Spiel um Platz 5 |               |               |    |            |            |            |            |    |          |                  |                  |                  |
|  | B3               | Slowakei      | 2             |    |            |            |            |            |    |          |                  |                  |                  |
|  | A3               | Russland      | 5             |    |            |            |            |            |    |          |                  |                  |                  |

#### Viertelfinale
| 21. April 2005 15:00 Uhr | Schweden   | 5:3 (3:1, 1:2, 1:0) | Slowakei | Plzeň Arena, Plzeň Zuschauer: k. A. |
| 21. April 2005 19:00 Uhr | Tschechien | 5:1 (2:0, 2:0, 1:1) | Russland | Plzeň Arena, Plzeň Zuschauer: 7.450 |

#### Spiel um Platz 5
| 23. April 2005 19:00 Uhr | Slowakei Martin Domian (45:50) Tomáš Marcinko (46:37) | 2:5 (0:2, 0:2, 2:1) Spielbericht | Russland Igor Makarow (12:07) Andrei Subarew (18:26) Alexei Sopin (21:14) Alexei Sopin (28:30) Dmitri Sjusin (47:02) | Plzeň Arena, Plzeň Zuschauer: 421 |

#### Halbfinale
| 22. April 2005 15:00 Uhr | USA    | 6:2 (1:0, 4:1, 1:1)            | Schweden   | Plzeň Arena, Plzeň Zuschauer: k. A. |
| 22. April 2005 19:00 Uhr | Kanada | 3:2 n. V. (1:0, 0:2, 1:0, 1:0) | Tschechien | Plzeň Arena, Plzeň Zuschauer: 7.183 |

#### Spiel um Platz 3
| 24. April 2005 13:00 Uhr | Schweden | 4:2 (3:1, 0:0, 1:1) | Tschechien | Plzeň Arena, Plzeň Zuschauer: 5.385 |

#### Finale
| 24. April 2005 17:00 Uhr | USA P. Kessel (6:33) J. Lawrence (16:19) J. Lawrence (35:49) N. Gerbe (46:21) P. Kessel (59:18) | 5:1 (2:1, 1:0, 2:0) | Kanada R. O’Marra (11:41) | Plzeň Arena, Plzeň Zuschauer: 4.169 |

### Statistik

#### Beste Scorer
Abkürzungen: GP = Spiele, G = Tore, A = Assists, Pts = Punkte, +/− = Plus/Minus, PIM = Strafminuten; Fett: Turnierbestwert
| Spieler                    | Team       | GP | G | A | Pts | +/− | PIM |
| -------------------------- | ---------- | -- | - | - | --- | --- | --- |
| Phil Kessel                | USA        | 6  | 9 | 7 | 16  | +10 | 2   |
| Nathan Gerbe               | USA        | 6  | 4 | 4 | 8   | +7  | 14  |
| Ilja Subow                 | Russland   | 6  | 3 | 5 | 8   | ±0  | 6   |
| Alexei Sopin               | Russland   | 6  | 6 | 1 | 7   | ±0  | 2   |
| Peter Mueller              | USA        | 6  | 4 | 3 | 7   | +6  | 20  |
| Martin Hanzal              | Tschechien | 7  | 4 | 3 | 7   | +7  | 10  |
| Wjatscheslaw Burawtschikow | Russland   | 6  | 3 | 4 | 7   | +2  | 4   |
| Juraj Mikúš                | Slowakei   | 6  | 0 | 7 | 7   | +1  | 12  |
| Niclas Bergfors            | Schweden   | 7  | 6 | 0 | 6   | +5  | 0   |
| Devin Setoguchi            | Kanada     | 6  | 4 | 2 | 6   | +7  | 6   |
| David Květoň               | Tschechien | 7  | 4 | 2 | 6   | +3  | 4   |
| Tomáš Káňa                 | Tschechien | 7  | 2 | 4 | 6   | +3  | 8   |

#### Beste Torhüter
Abkürzungen: GP = Spiele, TOI = Eiszeit (in Minuten), GA = Gegentore, SO = Shutouts, Sv% = gehaltene Schüsse (in %), GAA = Gegentorschnitt; Fett: Turnierbestwert
| Spieler           | Team        | GP | TOI    | GA | SO | Sv%   | GAA  |
| ----------------- | ----------- | -- | ------ | -- | -- | ----- | ---- |
| Jeff Frazee       | USA         | 6  | 360:00 | 8  | 1  | 95,88 | 1,33 |
| Leonardo Genoni   | Schweiz     | 4  | 240:00 | 11 | 0  | 93,71 | 2,75 |
| Ondřej Pavelec    | Tschechien  | 7  | 380:51 | 13 | 1  | 93,19 | 2,05 |
| Vladimír Kováč    | Slowakei    | 6  | 332:06 | 17 | 0  | 91,41 | 3,07 |
| Sebastian Dahm    | Dänemark    | 6  | 332:19 | 21 | 0  | 91,06 | 3,79 |
| Tuukka Rask       | Finnland    | 5  | 278:07 | 14 | 0  | 90,97 | 3,02 |
| Ilja Proskurjakow | Russland    | 4  | 180:06 | 9  | 1  | 90,53 | 3,00 |
| Semjon Warlamow   | Russland    | 4  | 179:52 | 10 | 1  | 90,38 | 3,34 |
| Mattias Modig     | Schweden    | 5  | 276:48 | 13 | 0  | 89,92 | 2,82 |
| Carey Price       | Kanada      | 4  | 248:36 | 11 | 0  | 89,42 | 2,65 |
| Danijel Kovačič   | Deutschland | 6  | 310:01 | 15 | 1  | 89,21 | 2,90 |

### Abschlussplatzierungen
| Pl. | Team        |
| --- | ----------- |
| 1   | USA         |
| 2   | Kanada      |
| 3   | Schweden    |
| 4   | Tschechien  |
| 5   | Russland    |
| 6   | Slowakei    |
| 7   | Finnland    |
| 8   | Deutschland |
| 9   | Schweiz     |
| 10  | Dänemark    |

### Titel, Auf- und Abstieg
| Weltmeister USA | Jason Bailey, Taylor Chorney, Dan Collins, Jim Fraser, Benn Ferriero, Jeff Frazee, Brandon Gentile, Nathan Gerbe, Erik Johnson, Jack Johnson, Zach Jones, Phil Kessel, Jason Lawrence, Kyle Lawson, Justin Mercier, Mark Mitera, Peter Mueller, Joe Palmer, Chad Rau, Jack Skille, Ryan Stoa, Andreas Vlassopoulos Trainer: Ron Rolston |

| Silber Kanada | Cody Bass, Dan Bertram, Luc Bourdon, Derick Brassard, Richard Clune, Cal Clutterbuck, Marc-André Gragnani, Adam Hobson, Paul Kurceba, Guillaume Latendresse, Christopher Lawrence, Kris Letang, Brendan Mikkelson, James Neal, Ryan O’Marra, Jean-Philippe Paquet, Ryan Parent, Pier-Olivier Pelletier, Carey Price, Tom Pyatt, Devin Setoguchi, Colton Yellow Horn Trainer: Shawn Camp |

| Bronze Schweden | Niclas Andersén, Johan Andersson, Nicklas Bäckström, Niclas Bergfors, Johan Dahlberg, Jhonas Enroth, Christopher From Björk, Alexander Hellström, Niklas Hjalmarsson, Patric Hörnqvist, Martin Johansson, Robin Lindqvist, Mattias Modig, Andreas Molinder, Linus Morin, Johan Nilsson, Niklas Öman, Fredrik Petterson, Alexander Ribbenstrand, Mattias Ritola, Kim Sunna, Patrik Zackrisson Trainer: Mikael Tisell |

| Absteiger in die Division I:    | Dänemark, Schweiz |
| Aufsteiger in die Top-Division: | Norwegen, Belarus |

### Auszeichnungen
Spielertrophäen
| Auszeichnung       | Spieler        | Team       |
| ------------------ | -------------- | ---------- |
| Bester Torhüter    | Ondřej Pavelec | Tschechien |
| Bester Verteidiger | Luc Bourdon    | Kanada     |
| Bester Stürmer     | Phil Kessel    | USA        |

All-Star-Team
| Angriff:      | Niclas Bergfors – Martin Hanzal – Phil Kessel |
| Verteidigung: | Kris Letang – Wjatscheslaw Burawtschikow      |
| Tor:          | Ondřej Pavelec                                |

## Division I

### Gruppe A in Maribor, Slowenien
Die Spiele der Weltmeisterschaft in der Gruppe A der Division I wurden vom 3. bis 9. April 2005 in der slowenischen Stadt Maribor ausgetragen. Gespielt wurde in der Dvorana Tabor, die Plätze für 3.000 Zuschauer bietet.
| Teams             | BLR  | SLO | KAZ | FRA | AUT | GBR  | Tore  | Punkte |
| ----------------- | ---- | --- | --- | --- | --- | ---- | ----- | ------ |
| 1. Belarus        |      | 5:3 | 3:2 | 2:3 | 8:2 | 5:0+ | 23:10 | 8:2    |
| 2. Slowenien      | 3:5  |     | 5:3 | 4:1 | 3:4 | 7:1  | 22:14 | 6:4    |
| 3. Kasachstan     | 2:3  | 3:5 |     | 4:1 | 6:3 | 4:2  | 19:14 | 6:4    |
| 4. Frankreich     | 3:2  | 1:4 | 1:4 |     | 4:1 | 2:3  | 11:14 | 4:6    |
| 5. Österreich     | 2:8  | 4:3 | 3:6 | 1:4 |     | 5:4  | 15:25 | 4:6    |
| 6. Großbritannien | 0:5+ | 1:7 | 2:4 | 3:2 | 4:5 |      | 10:23 | 2:8    |

+ am grünen Tisch 5:0 für Belarus gewertet
Topscorer der Division I, Gruppe A, wurde Sloweniens Anže Kopitar mit sechs Toren und fünf Assists.

### Gruppe B in Sosnowiec, Polen
Die Weltmeisterschaft der Gruppe B der Division I fand vom 2. bis 8. April 2005 im polnischen Sosnowiec statt. Austragungsort war das Stadion Zimowy mit 2.500 Plätzen.
| Teams       | NOR | LAT | UKR | POL | JPN | ITA | Tore  | Punkte |
| ----------- | --- | --- | --- | --- | --- | --- | ----- | ------ |
| 1. Norwegen |     | 2:1 | 1:5 | 7:0 | 5:2 | 3:2 | 18:10 | 8:2    |
| 2. Lettland | 1:2 |     | 3:2 | 2:3 | 3:2 | 5:4 | 14:13 | 6:4    |
| 3. Ukraine  | 5:1 | 2:3 |     | 4:3 | 1:2 | 4:3 | 16:12 | 6:4    |
| 4. Polen    | 0:7 | 3:2 | 3:4 |     | 6:4 | 3:3 | 15:20 | 5:5    |
| 5. Japan    | 2:5 | 2:3 | 2:1 | 4:6 |     | 2:2 | 12:17 | 3:7    |
| 6. Italien  | 2:3 | 4:5 | 3:4 | 3:3 | 2:2 |     | 14:17 | 2:8    |

Topscorer der Division I, Gruppe B, wurde Polens Grzegorz Pasiut mit sechs Toren und einem Assist.

### Auf- und Absteiger
| Aufsteiger in die Top-Division: | Norwegen, Belarus       |
| Absteiger aus der Top-Division: | Schweiz, Dänemark       |
| Absteiger aus der Division I:   | Italien, Großbritannien |
| Aufsteiger in die Division I:   | Ungarn, Südkorea        |

## Division II

### Gruppe A in Kohtla-Järve, Estland
Vom 14. bis 20. März 2005 wurden in Kohtla-Järve in Estland die Spiele der Weltmeisterschaft der Gruppe A in der Division II ausgetragen. Spielort war die Kohtla-Järve jäähall, die 2.000 Zuschauern Platz bietet.
| Teams                     | KOR  | EST  | NED  | ESP | SCG  | RSA  | Tore  | Punkte |
| ------------------------- | ---- | ---- | ---- | --- | ---- | ---- | ----- | ------ |
| 1. Südkorea               |      | 7:2  | 11:2 | 8:1 | 3:2  | 22:0 | 51:7  | 10:0   |
| 2. Estland                | 2:7  |      | 3:2  | 6:3 | 3:2  | 11:3 | 25:17 | 8:2    |
| 3. Niederlande            | 2:11 | 2:3  |      | 7:0 | 8:0  | 11:1 | 30:15 | 6:4    |
| 4. Spanien                | 1:8  | 3:6  | 0:7  |     | 6:5  | 6:4  | 16:30 | 4:6    |
| 5. Serbien und Montenegro | 2:3  | 2:3  | 0:8  | 5:6 |      | 12:0 | 21:20 | 2:8    |
| 6. Südafrika              | 0:22 | 3:11 | 1:11 | 4:6 | 0:12 |      | 8:62  | 0:10   |

Topscorer der Division II, Gruppe A, wurde Südkoreas Cho Min-ho mit zwölf Toren und acht Assists.

### Gruppe B in Bukarest, Rumänien
Die rumänische Hauptstadt Bukarest war vom 21. bis 27. März 2005 Schauplatz der Weltmeisterschaft in der Gruppe B der Division II. Die Spiele wurden in der Halle Mihai Flamaropol (8.000 Plätze) ausgetragen.
| Teams       | HUN  | LTU | CRO | MEX  | ISL  | ROU  | Tore  | Punkte |
| ----------- | ---- | --- | --- | ---- | ---- | ---- | ----- | ------ |
| 1. Ungarn   |      | 8:3 | 5:1 | 13:0 | 7:2  | 7:2  | 40:8  | 10:0   |
| 2. Litauen  | 3:8  |     | 8:3 | 5:3  | 7:2  | 8:3  | 31:19 | 8:2    |
| 3. Kroatien | 1:5  | 3:8 |     | 5:1  | 6:2  | 2:2  | 17:18 | 5:5    |
| 4. Mexiko   | 0:13 | 3:5 | 1:5 |      | 8:3  | 3:0  | 15:26 | 4:6    |
| 5. Island   | 2:7  | 2:7 | 2:6 | 3:8  |      | 10:1 | 19:29 | 2:8    |
| 6. Rumänien | 2:7  | 3:8 | 2:2 | 0:3  | 1:10 |      | 8:30  | 1:9    |

Topscorer der Division II, Gruppe B, wurde Litauens Donatas Kumeliauskas mit acht Toren und acht Assists.

### Auf- und Absteiger
| Aufsteiger in die Division I:  | Südkorea, Ungarn        |
| Absteiger aus der Division I:  | Großbritannien, Italien |
| Absteiger aus der Division II: | Südafrika, Rumänien     |
| Aufsteiger in die Division II: | Australien, Belgien     |

## Division III
Das Turnier der Division III fand vom 7. bis 13. März 2005 in Bulgariens Hauptstadt Sofia statt. Sämtliche Spiele wurden im 4.600 Zuschauer fassenden Wintersportpalast ausgetragen.

### Qualifikation
Zur Ermittlung des sechsten und letzten Teilnehmers bei der Weltmeisterschaft der Division III wurde vom 18. bis 20. Februar 2005 eine Qualifikation in der türkischen Hauptstadt Ankara ausgetragen. Alle Spiele fanden in der G.S.İ.M. Buz Pateni Sarayı mit 1.150 Plätzen statt.
| Teams                      | TUR  | BIH  | ARM  | Tore | Pkt. |
| -------------------------- | ---- | ---- | ---- | ---- | ---- |
| 1. Türkei                  |      | 6:3  | 15:1 | 21:4 | 4:0  |
| 2. Bosnien und Herzegowina | 3:6  |      | 12:3 | 15:9 | 2:2  |
| 3. Armenien                | 1:15 | 3:12 |      | 4:27 | 0:4  |

| qualifiziert für die Division III: | Türkei |

### Turnier
| Teams         | AUS  | BEL  | ISR  | NZL  | TUR  | BUL  | Tore  | Pkt. |
| ------------- | ---- | ---- | ---- | ---- | ---- | ---- | ----- | ---- |
| 1. Australien |      | 4:1  | 7:2  | 4:1  | 18:0 | 13:2 | 46:6  | 10:0 |
| 2. Belgien    | 1:4  |      | 5:2  | 6:1  | 11:0 | 11:1 | 34:8  | 8:2  |
| 3. Israel     | 2:7  | 2:5  |      | 7:2  | 9:0  | 16:1 | 36:15 | 6:4  |
| 4. Neuseeland | 1:4  | 1:6  | 2:7  |      | 11:0 | 7:0  | 22:17 | 4:6  |
| 5. Türkei     | 0:18 | 0:11 | 0:9  | 0:11 |      | 6:2  | 6:51  | 2:8  |
| 6. Bulgarien  | 2:13 | 1:11 | 1:16 | 0:7  | 2:6  |      | 6:53  | 0:10 |

Topscorer der Division III wurde Israels Oren Zamir mit zehn Toren und sieben Assists.

### Auf- und Absteiger
| Aufsteiger in die Division II: | Australien, Belgien |
| Absteiger aus der Division II: | Südafrika, Rumänien |